# 多馬戈伊·維達
多馬戈伊·維達（1989年4月29日—）是克羅地亞的一位足球運動員。在場上司職後衛。現效力于希臘足球超級聯賽球隊AEK雅典。他也代表克羅地亞國家足球隊參賽。